# ヒュンダイ・スタレックス
スタレックス（STAREX、朝: 스타렉스）は、大韓民国の自動車メーカー、現代自動車により製造・販売されたMPVである。
トラック仕様はリベロを名乗る。

## 初代（A1型、1997年 - 2015年）
1997年のジュネーヴ・モーターショーでデビュー。10人あるいは12人乗りで、デザインベースは三菱・デリカスペースギア。出力85hp (63kW) / 4,000rpm、トルク170Nmの、2.5L SOHC 8バルブ ディーゼルターボエンジンを搭載していた。ABSやLSDを装備し、4速オートマチックトランスミッションやパーキングセンサー、運転席用エアバッグがオプションで装備できた。
途中マイナーチェンジが行われ、新設計のフロントグリルに変更され、出力145hp (108kW) 、トルク360Nmの、2.5L DOHC 16バルブ コモンレール式直噴ターボディーゼルエンジンが搭載された。

## 2代目（TQ型、2007年 - 2021年）
2007年5月のソウルモーターショーで発表。当代から自社開発となった。ディーゼル車は2007年8月、ガソリン車は2007年11月に生産開始。乗用と商用が設定され、乗用タイプは8、9、11、12人乗り、商用タイプは2、3、5、6人乗りがラインアップされる。
韓国国内では名称を変更し「グランド・スタレックス (그랜드 스타렉스)」として販売されている。
メキシコではヒュンダイと販売契約を結んでいるクライスラー・デ・メヒコによって当初はダッジ・H-100バン/ワゴン、後にラム・H-100バン/ワゴンとして販売されていた。2013年にラム・プロマスターが導入されたのに伴って販売は終了した。
エンジンは、韓国、欧州向けには出力170ps、トルク40.0kg-mの可変ジオメトリーターボチャージャー2.5Lディーゼルターボエンジンと、三菱の4B12エンジンとほぼ同じ、出力170ps、トルク22.8kg-mの、2.4Lガソリンエンジン、「シータ」が搭載される。また、そのほかの市場では、出力100ps、トルク23.0kg-mの、4D56型ディーゼルターボエンジンを搭載した。また、トランスミッションは、4AT、5AT、5MTが用意される。
最上級モデルにはレザーシートや、オーバーヘッドコンソール、イモビライザーが装備された。さらに、アルミニウムフィニッシャーや、分割可倒式シート、キーレスエントリー、エアコン、6スピーカーDVDプレーヤーが標準装備される。
2017年12月、10年ぶりにフロントマスクを大幅改良し、「ザ・ニュー　グランドスタレックス」として登場。
2021年4月、後継車種であるスターリアの登場に伴い、販売終了。

## 車名
アジア(日本を除く)/オセアニア、および欧州市場において販売され、輸出名はH1、オランダ名H-200、豪州名アイマックス(iMAX)、中国名Refine（瑞風）である。